# Малаккский пролив

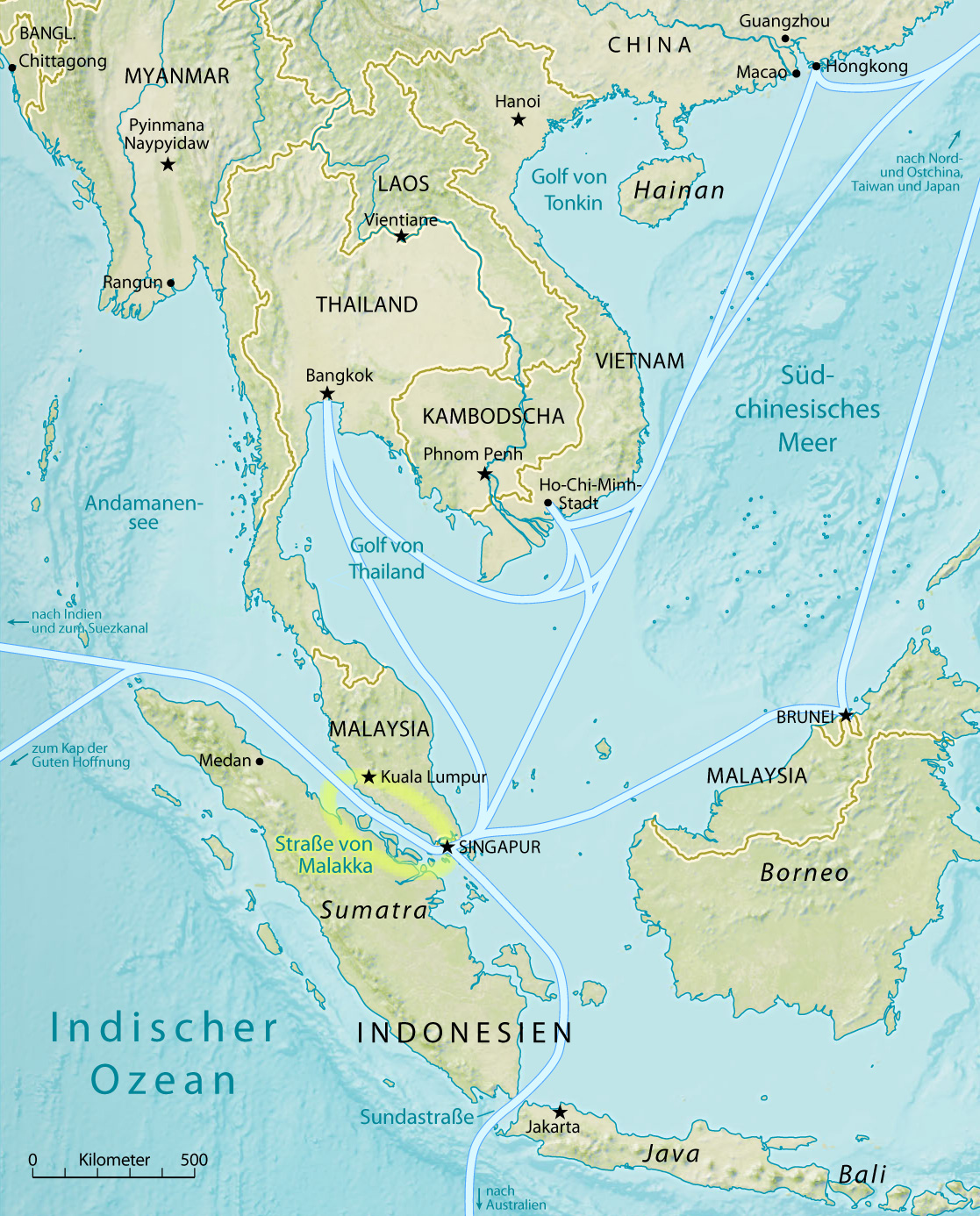

Мала́ккский пролив (малайск. Selat Melaka, индон. Selat Malaka) — пролив между Малайским полуостровом (Западная Малайзия) и индонезийским островом Суматра.

## География
Малаккский пролив расположен между Малайским полуостровом (западная Малайзия) и индонезийским островом Суматра. Он соединяет бассейны Андаманского моря Индийского океана и Южно-Китайского моря Тихого океана. Южный путь в пролив расположен в акватории порта города-государства  Сингапур. Южная часть пролива, не отличающегося значительными глубинами, является более мелководной, чем северная, где  наибольшая глубина отмечена в районе выхода к Андаманскому морю. Площадь пролива: 198 000 км², длина 805 км. Ширина в южной части — 65 км, на севере — до 250 км, наименьшая — 2,8 км. Наибольшая глубина — 113 м. Приливы (полусуточные) — от 3 до 5 м. Солёность воды: 30—33 ‰. Климат — влажный экваториальный. Здесь представлено сезонное разделение муссонных ветров. Зимой господствует северо-восточный, а летом юго-западный. Среднегодовое количество осадков: 1930-2570 мм. Выражено два времени года: сезон дождей (сентябрь-май) и сухой сезон (июль-октябрь).  

## Экономическое значение пролива
В стратегическом и экономическом плане Малаккский пролив, наряду с Суэцким и Панамским каналами, — один из самых важных морских путей. Это основной путь, соединяющий Индийский океан с Тихим, по которому осуществляется связь между наиболее населёнными государствами мира — Индией (1 место), Индонезией (4-е) и Китаем (2-е). В год через пролив проходит около 50 тыс. судов, обслуживающих, по разным оценкам, от одной пятой до одной четвёртой всего морского товарооборота. В 2003 году этим путём была осуществлена четвёртая часть морских нефтеперевозок, что составляет примерно 11 миллионов баррелей в день. И, в связи с постоянно увеличивающимися потребностями в нефти Китая, Южной Кореи и Японии, эта цифра постоянно растёт.
В районе канала Филлипс у побережья Сингапура ширина пролива составляет всего 2,5 километра — это самое узкое место на маршрутах транспортировки нефти в мире.

## Проблемы судоходства в проливе
Всё это делает пролив очень привлекательным местом для действий террористов и пиратов.
В конце 1990-х — начале 2000-х годов Малаккский пролив стал, вероятно, самым опасным местом в мире в отношении угрозы пиратства. Пиратство стало самой большой проблемой для пролива в последние годы.

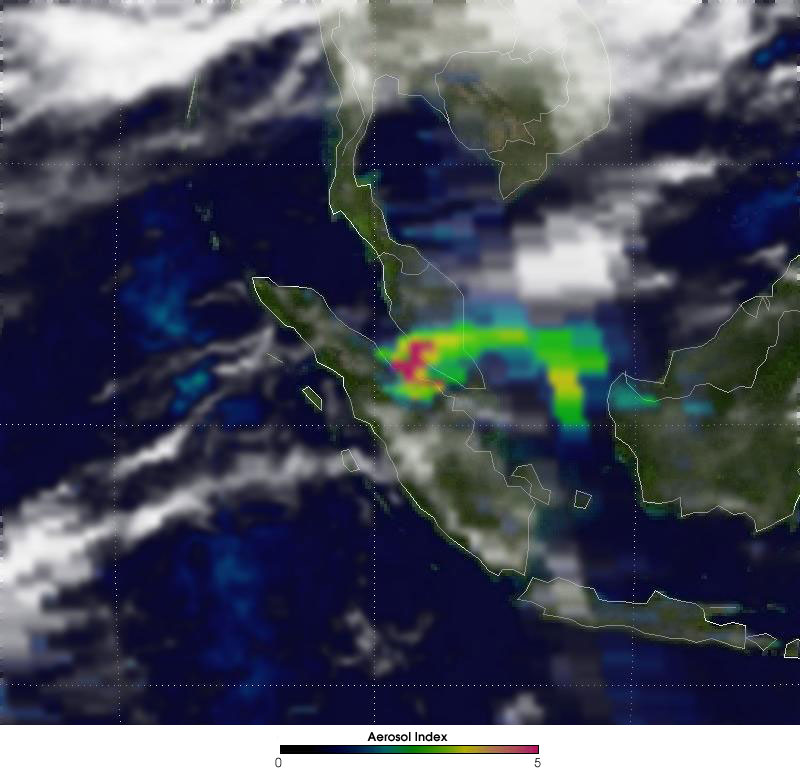
Ежегодное задымление затрудняет судоходство в проливе

Специалисты также опасаются действий террористов — если тем удастся затопить в самом мелком месте пролива (25 метров) достаточно крупное судно, то это парализует всю транспортную артерию и будет иметь колоссальный разрушительный эффект для всей мировой торговли.
Ещё одну опасность для морского пути через пролив представляет задымление в результате ежегодных лесных пожаров на острове Суматра. Видимость в такие периоды снижается до 200 метров, что может приводить к задержкам судов и даже к катастрофам. Дым также обеспечивает скрытность действиям пиратов и террористов.

## Предложения по разгрузке пролива

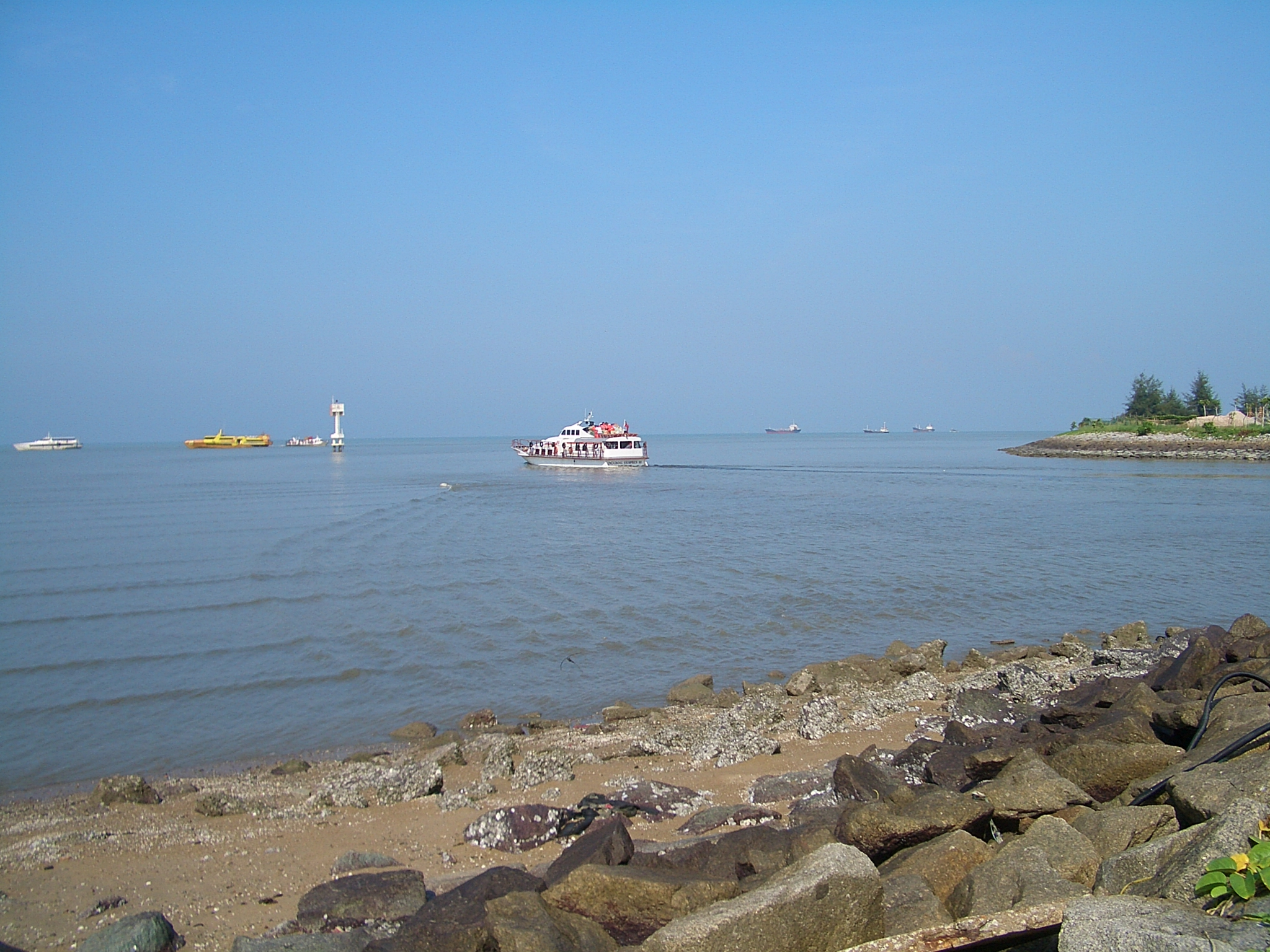
Погрузочно-разгрузочные работы в порту города Малакка. Большой жёлтый паром, работающий на линии Малакка-Суматра через пролив, стоит на якоре в море, а грузы и пассажиры доставляются на его борт при помощи судёнышек с малой осадкой. На заднем плане — большие суда, идущие вдоль пролива

### Канал через перешеек Кра
Правительство Таиланда неоднократно выступало с предложениями по снижению нагрузки на пролив. Предлагалось, в частности, построить канал через перешеек Кра, что позволило бы сократить путь из Африки и Азии в Тихий океан примерно на 1000 километров. Это также дало бы возможность отделить от остальной территории страны районы, населяемые сепаратистски настроенными мусульманами (Паттани).
Финансовые затраты и возможный экологический ущерб, однако, настолько высоки, что вряд ли можно в ближайшем будущем ожидать осуществления этих планов, несмотря на то, что, как стало известно Вашингтон Таймс, Китай выразил согласие финансировать строительство. По оценкам от 2005 года десятилетний проект потребует привлечения порядка 20-25 млрд американских долларов.

### Альтернативные нефтепроводы
Существует и предложение проложить через перешеек Кра нефтепровод для перевалки нефти с танкера на танкер. Сторонники этого плана утверждают, что это позволит снизить стоимость транспортировки нефти в Азию примерно на $0,50 за баррель.
Мьянма также предложила построить такой трубопровод по своей территории.
Существует также предложение о постройке трубопровода Ближний Восток—Синьцзян, строительство которого началось в октябре 2004.[обновить данные]
Альтернативой Малаккскому проливу должен стать и ещё один морской маршрут, для организации которого планируется построить сухопутный нефтепровод и два нефтеперерабатывающих завода в Малайзии. Трубопровод длиной 320 км соединит малайзийские штаты Кедах и Келантан на севере страны. Сырая ближневосточная нефть будет доставляться в Кедах, перерабатываться на местных НПЗ, а затем транспортироваться по трубопроводу в Келантан. Здесь нефтепродукты будут грузиться на танкеры и направляться в Южно-Китайское море, минуя Малаккский пролив и Сингапур.[обновить данные]

## См. также

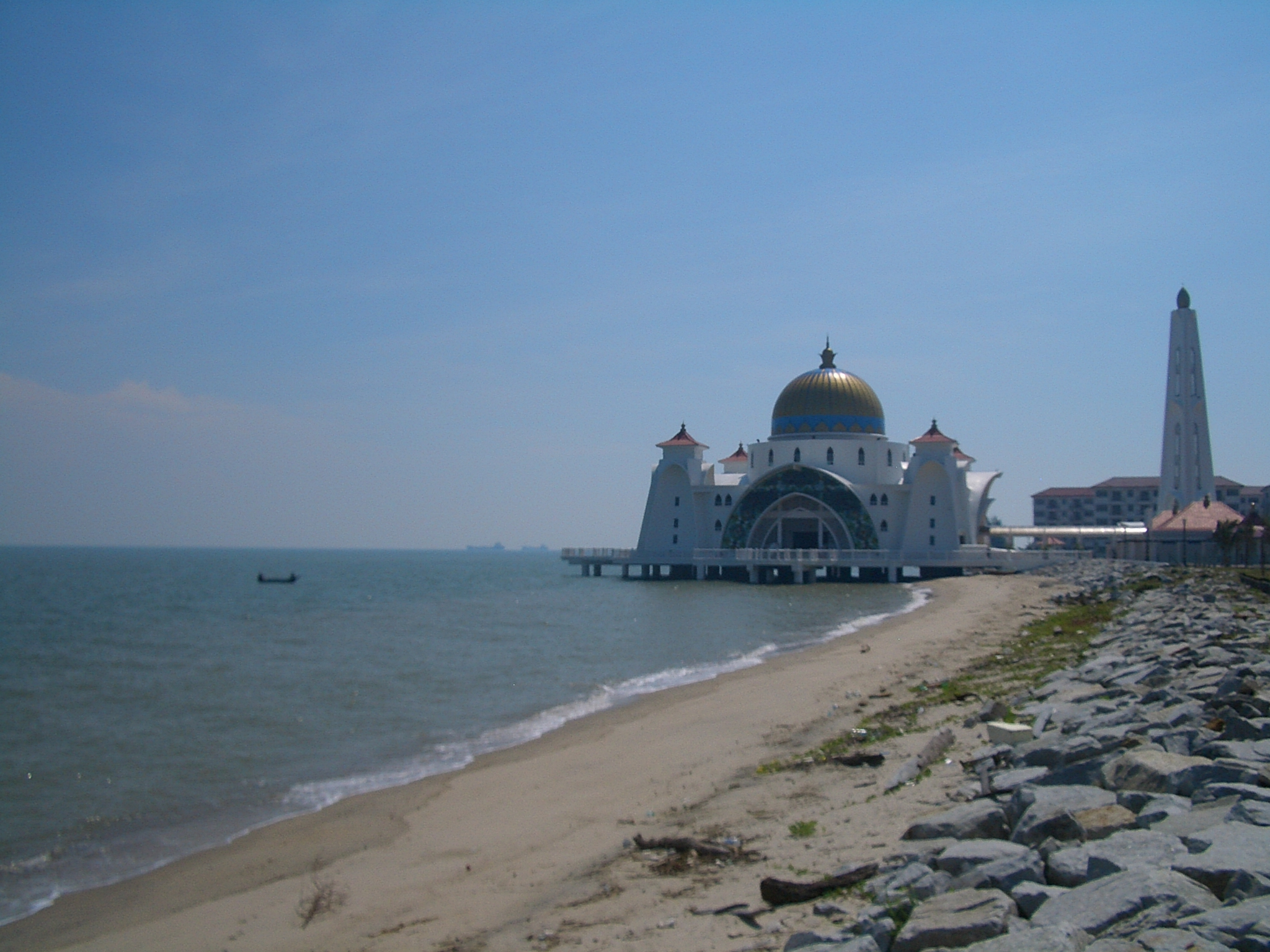
Мечеть «Селат Мелака» (то есть «Малаккский пролив») на берегу одноимённого пролива, в г. Малакка